# 附加质量
在流体力学中，附加质量或虚拟质量是指系统额外增加的一部分惯性值，因为做加减速运动的物体会带动其周边的部分流体一起运动。在实际计算中，可以将它简化理解为一定体积的流体”粘附“在物体上，与物体同步运动，尽管事实上这部分流体的运动状态并非完全一致。
附加质量系数指附加质量与等效置换的流体质量（即流体密度乘以等效体积）之比，是一个无量纲量值。通常，附加质量是一个二阶张量，它将流体加速度矢量与作用在物体上的合力矢量关联在一起。 

## 背景
弗里德里希·贝塞尔(Friedrich Bessel) 于 1828 年提出了附加质量的概念，用于描述钟摆在流体中的运动。这种钟摆的周期相对于它在真空中的周期增加了（即使考虑了浮力效应），表明物体周围的流体增加了系统的有效质量。 
附加质量的概念可以说是物理学中重整化的首个案例。   这个概念类似于用经典物理学方法来模拟量子力学中的准粒子。但需要注意，它不应与相对论中的质量增加相混淆。
人们常常错误地认为附加质量是由流体的动量引起的，事实并非如此。不妨设想一个装满流体的巨大盒子，其中流体的动量在每个时刻都为零。附加质量实际上由准动量决定：附加质量与物体的加速度的乘积等于流体准动量对时间的导数。 

## 附加质量力
因浸没在流体中的物体的相对速度发生变化而产生的非定常力由两部分组成：附加质量力和巴塞特力。
力的起源是水下物体加速做功导致流体获得动能的趋势。
可以证明，对于浸没在无粘性、不可压缩流体中的球体，附加质量力为
{\displaystyle \mathbf {F} ={\frac {\rho _{\mathrm {c} }V_{\mathrm {p} }}{2}}\left({\frac {\mathrm {D} \mathbf {u} }{\mathrm {D} t}}-{\frac {\mathrm {d} \mathbf {v} }{\mathrm {d} t}}\right),}
其中粗体符号表示向量， {\displaystyle \mathbf {u} }是流体流速， {\displaystyle \mathbf {v} }是球体速度， {\displaystyle \rho _{\mathrm {c} }}是流体的质量密度（连续相）， {\displaystyle V_{\mathrm {p} }}是球体的体积，D/Dt表示物质导数。
当我们分析球体的动量方程时，可以轻易推导出“附加质量”的概念。
{\displaystyle m_{\mathrm {p} }{\frac {\mathrm {d} \mathbf {v} }{\mathrm {d} t}}=\sum \mathbf {F} +{\frac {\rho _{\mathrm {c} }V_{\mathrm {p} }}{2}}\left({\frac {\mathrm {D} \mathbf {u} }{\mathrm {D} t}}-{\frac {\mathrm {d} \mathbf {v} }{\mathrm {d} t}}\right),}
{\displaystyle \sum \mathbf {F} }是球体上所有其他力项的总和，例如重力、压力梯度、阻力、升力、巴塞特力等。
将球体速度的导数从方程的右侧移动到左侧，得到
{\displaystyle \left(m_{\mathrm {p} }+{\frac {\rho _{\mathrm {c} }V_{\mathrm {p} }}{2}}\right){\frac {\mathrm {d} \mathbf {v} }{\mathrm {d} t}}=\sum \mathbf {F} +{\frac {\rho _{\mathrm {c} }V_{\mathrm {p} }}{2}}{\frac {\mathrm {D} \mathbf {u} }{\mathrm {D} t}},}
所以球体被加速，就好像它增加了相当于自身一半体积的流体的质量，并且由于流体的运动，等式右边多了一项额外的作用力。

## 应用
通过将有效质量视为自身质量与附加质量的总和，可将附加质量合并到大多数物理方程中。这个总和通常被称为“虚拟质量”。
物体的附加质量可以基于牛顿第二定律简写成以下形式
{\displaystyle F=m\,a} 变成 {\displaystyle F=(m+m_{\text{added}})\,a.}
可以证明一个球体（半径为{\displaystyle r} ）的附加质量 是{\displaystyle {\tfrac {2}{3}}\pi r^{3}\rho _{\text{fluid}}} ，它等于球体体积的一半与流体密度的乘积。对于一般物体，附加质量是一个张量（称为诱导质量张量），其分量取决于物体的运动方向。附加质量张量中的元素并非都具有维度质量，有些元素是质量 × 长度，有些是质量 × 长度2 。
所有在流体中非匀速运动的物体都会受到附加质量的影响，但由于附加质量取决于流体的密度，因此处于相对低密度流体中的致密物体，这种影响通常被忽略。对于流体密度与物体密度相当或大于物体密度的情况，附加质量甚至可能大于物体自身质量，忽略它会给计算带来重大误差。
例如，在水中上升的球形气泡的质量为{\displaystyle {\tfrac {4}{3}}\pi r^{3}\rho _{\text{air}}}但额外的质量{\displaystyle {\tfrac {2}{3}}\pi r^{3}\rho _{\text{water}}.}由于水的密度大约是空气的 800 倍（在RTP 下），因此在这种情况下附加质量大约是气泡自身质量的 400 倍。

### 海洋工程学
这些原则也适用于船舶、潜艇和海上平台。在船舶工业中，附加质量被称为流体动力附加质量。在船舶设计中，在进行适航性分析时必须考虑加速附加质量所需的能量。对于船舶来说，附加质量很容易达到船舶质量的 1/4 或 1/3，因此除了摩擦阻力和兴波阻力之外，它显著增加了船舶的惯性力。
对于在水中自由下沉的某些特定形状物体，与下沉体相关的流体动力学附加质量可能比物体的质量大得多。例如，当下沉的物体存在一个大的平面，其法向量指向运动方向（向下）时，就会发生这种情况。当这样的物体突然减速时（例如，由于与海床的碰撞），大量的动能被释放。
在近海工业中，不同几何形状的水动力附加质量是大量研究的主题。这些研究通常需要作为海底坠落物体风险评估的因子（研究重点是量化坠落物体对海底基础设施的影响风险）。由于流体附加质量在撞击瞬间占下沉物体总质量的很大一部分，因此它会显着影响海底保护结构的设计载荷。
临近边界（或另一个物体）会影响流体动力附加质量。这意味着附加质量取决于对象的几何形状及其与边界的距离。对于浮体（例如船舶），这意味着水的深度会改变浮体的响应（由于波浪作用），但这种影响在深水中几乎不存在。对水动力附加质量的影响程度取决于物体的几何形状和位置以及边界的形状（例如，码头、海堤、舱壁或海床）。
在边界附近自由下沉的物体相关的水动力附加质量类似于浮体的情形。一般而言，流体动力学附加质量随着边界与实体之间的距离的减小而增加。在规划海底安装或预测浅水条件下浮体的运动时，此特性很重要。

### 航空学
对于航空器（除了比空气轻的气球和飞艇），通常不会考虑附加质量，因为空气的密度非常小。

## 延伸阅读
- Basset force for describing the effect of the body's relative motion history on the viscous forces in a Stokes flow
- Basset–Boussinesq–Oseen equation for the description of the motion of – and forces on – a particle moving in an unsteady flow at low Reynolds numbers
- Darwin drift for the relation between added mass and the Darwin drift volume
- Keulegan–Carpenter number for a dimensionless parameter giving the relative importance of the drag force to inertia in wave loading
- Morison equation for an empirical force model in wave loading, involving added mass and drag